# 碲酸铵
碲酸铵是一种无机化合物，化学式为(NH4)2TeO4，它是对空气敏感的白色固体，可溶于水。它可由二氧化碲、过氧化氢和氨水反应得到。它的酸式盐(NH4)2H4TeO6和NH4HTeO4也是已知的。它可用于合成K12+6xFe6Te4-xO27、CdTe等材料。